# Christian August Lorentzen
Christian August Lorentzen (Sønderborg, 10 augustus 1749 – Kopenhagen, 8 mei 1828) was een Deens schilder van voornamelijk portretten alsook van landschappen en oorlogstaferelen. Hij wordt gerekend tot de schilders van de ‘Gouden Eeuw der Deense schilderkunst’.

## Biografie
Christian August Lorentzen werd geboren als zoon van een horlogemaker. In 1771 kwam hij naar Kopenhagen en bezocht er de Kunstacademie. In de periode 1779-82 maakte hij een reis naar het buitenland. Hij bezocht onder andere in 1779 de Noordelijke Nederlanden, woonde een jaar in Antwerpen en bestudeerde in Parijs de werken van oude meesters zoals Ruisdael, Wouwermans en Rubens, waarvan hij kopieën naar graaf Otto Thott stuurde.
In 1782 werd hij aangenomen op Det Kongelige Danske Kunstakademi. In 1784 werd hij hiervan lid. Tussen 1803 en 1823 was hij hoogleraar, en vanaf het schooljaar 1809-10 volgde hij directeur Nicolai Abildgaard op.
Hij reisde in 1792 naar Noorwegen om landschappen te schilderen.
Gebeurtenissen tijdens de Brits-Deense oorlogen van 1801 en 1807-1814 beeldde hij met grote nauwkeurigheid uit, zoals de Slaget på Reden (1801, Frederiksborg Museum) en de Den rædsomste nat (1807, Statens Museum for Kunst).
Zijn schilderij, Dannebrog valt uit de hemel, vertelt de saga over de Deense vlag die tijdens de Slag bij Lyndanisse (nu Tallinn) in 1219 uit de hemel zou zijn gevallen. Dit historische schilderij is van grote culturele waarde.
Lorentzen was leermeester van onder andere Martinus Rørbye. Hij oefende als professor grote invloed uit op de volgende generatie schilders, waartoe onder andere Christian David Gebauer, Christian Albrecht Jensen, Christen Købke, Ernst Meyer en Rørbye behoren.
Hij overleed in mei 1828 in Charlottenborg slot in Kopenhagen en werd op het Garnizoenskerkhof begraven.

## Galerij

Bekende historische werken
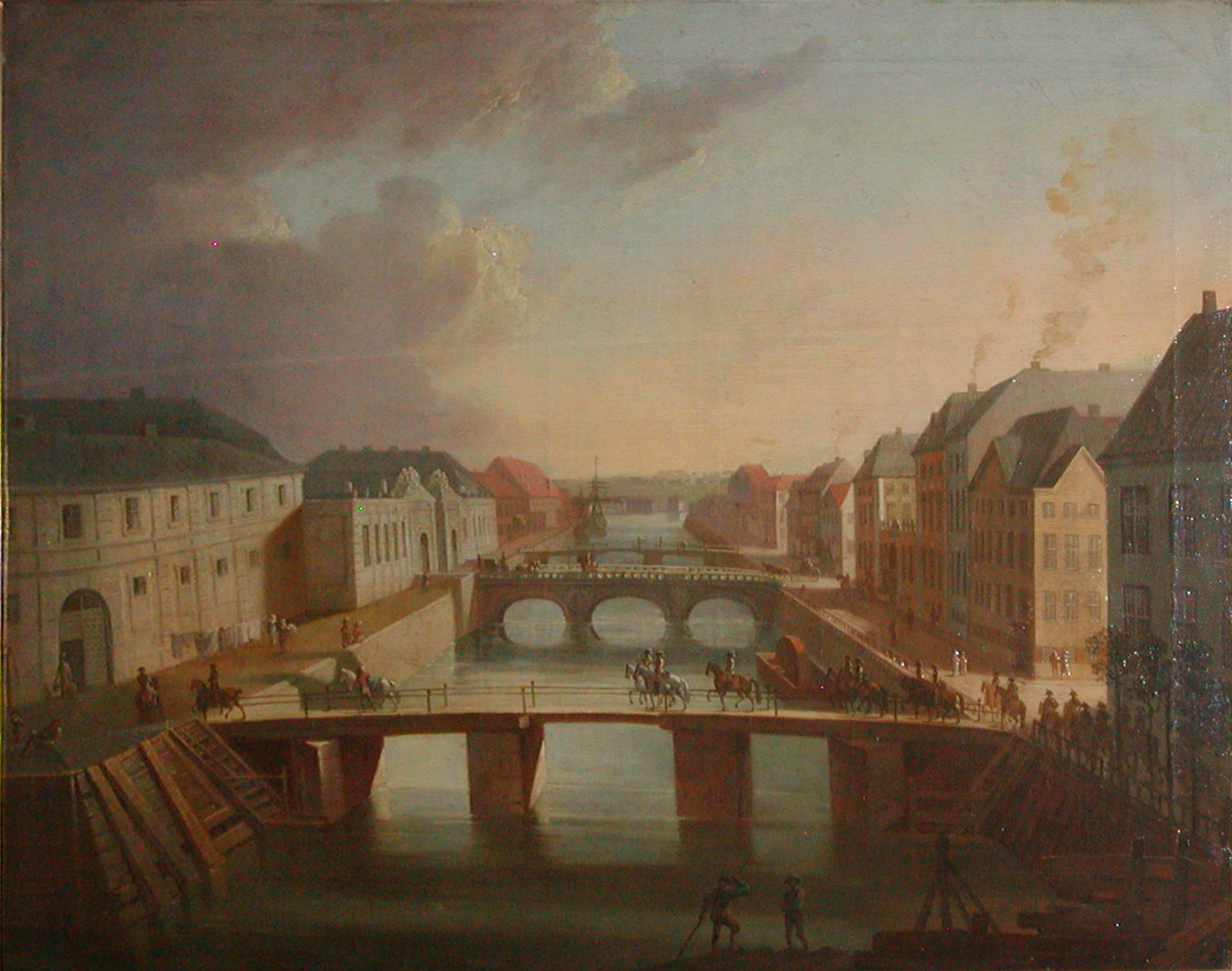
Frederiksholms Kanaal in Kopenhagen, 1794
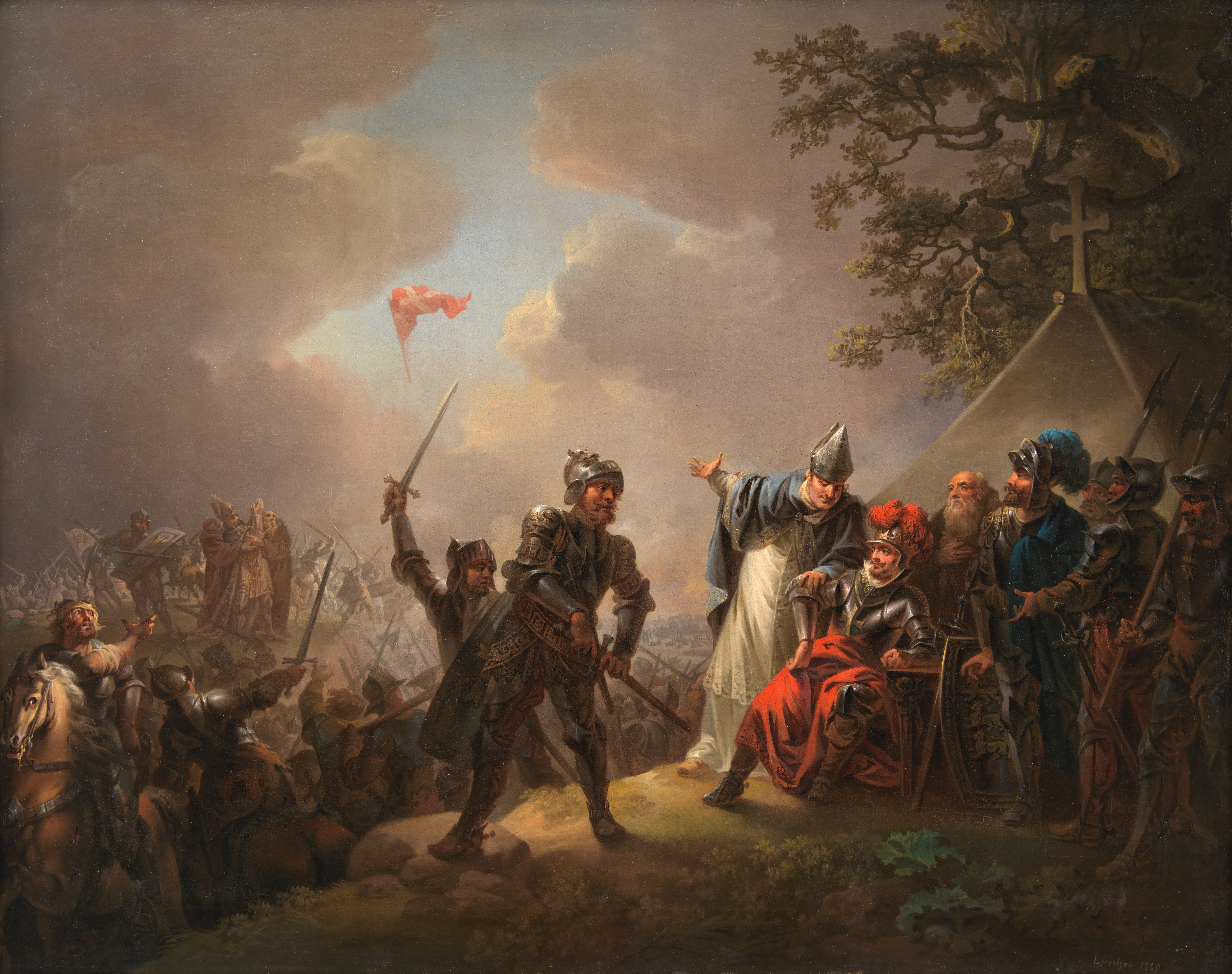
Dannebrog valt uit de hemel tijdens de Slag bij Lyndanisse in 1219
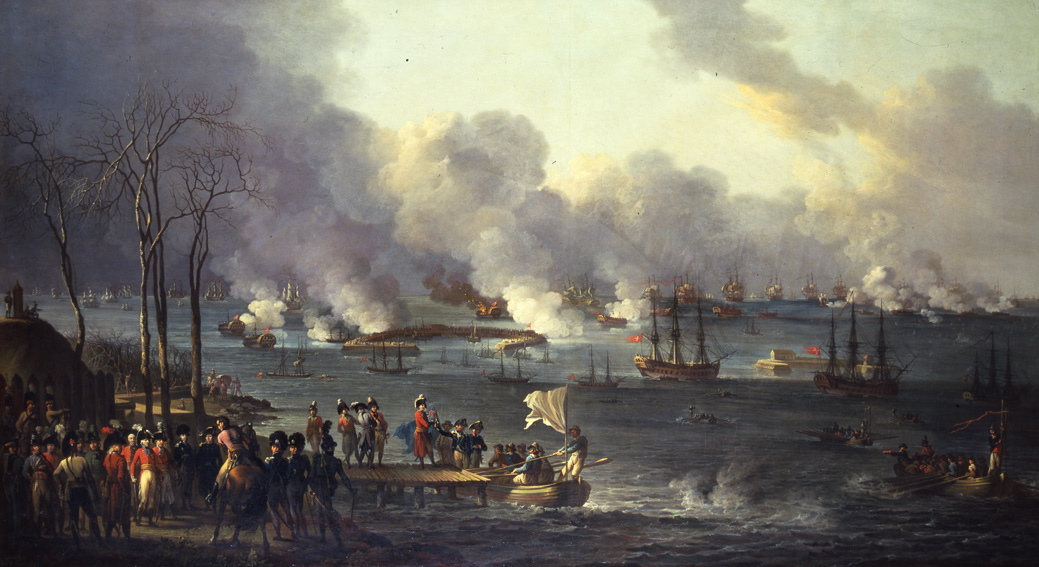
Het einde van de Zeeslag bij Kopenhagen, gepresenteerd alsof het de Britten waren die om een wapenstilstand moesten vragen.
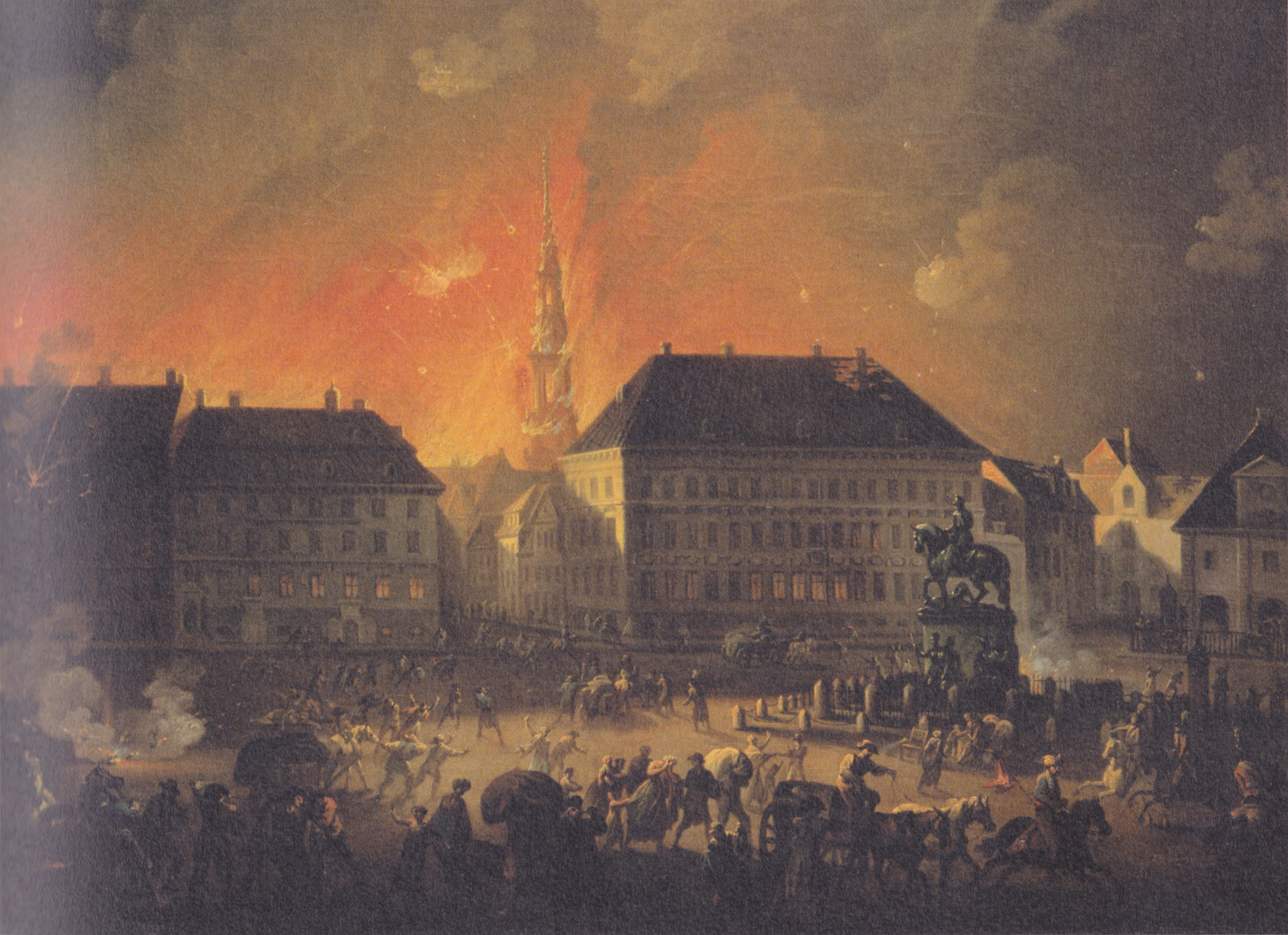
Bombardement van Kopenhagen in 1807
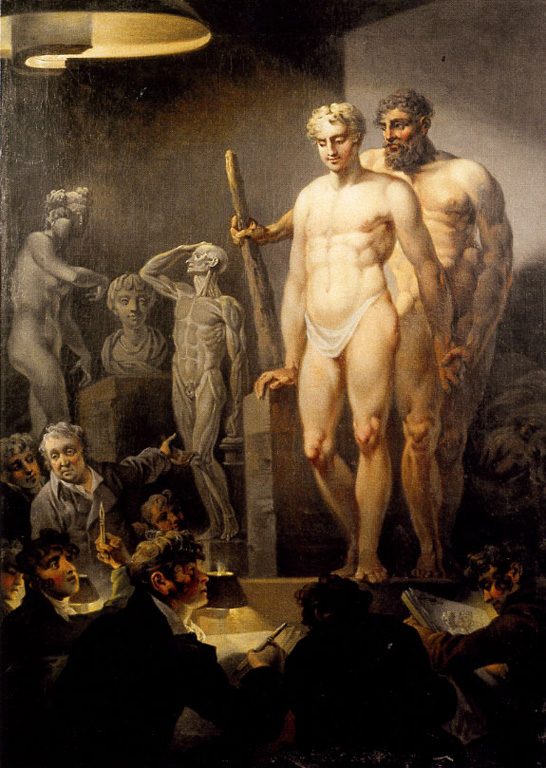
Modelklas op de Deense Kunstacademie 1824

- Bibsys: 90339742
- Gemeinsame Normdatei: 130141399
- International Standard Name Identifier: 0000 0001 1653 4072
- KulturNav: 4bdf27c4-8da5-4c85-b69a-92daaf0c7a34
- RKD-Nederlands Instituut voor Kunstgeschiedenis: 50911
- Système universitaire de documentation: 198189494
- Union List of Artist Names: 500023667
- Virtual International Authority File: 60181263
- WorldCat: E39PBJfMjq9rHdJRFxR39Mhyh3